# Barackkyrkan
Barackkyrkan eller Guldhedens småkyrka är en kyrkobyggnad belägen vid Doktor Allards gata 2 i Södra Guldheden, Göteborg. Den uppfördes 1951 och användes under åren 1966-2004 den som Kristi Uppståndelses estniskt ortodoxa kyrka. Numera (2018) inryms ett föräldrakooperativ i byggnaden. Kyrkan rymde ursprungligen 200 personer.

## Historia
Kyrkan uppfördes 1951 med stöd av Göteborgs småkyrkostiftelse, och för kyrkans underhåll och den kyrkliga verksamheten bildades Guldhedens kyrkostiftelse. Dessutom bildades en syförening, med syfte att arbeta för kyrkan. Småkyrkostiftelsen såg det som en angelägen uppgift att i det snabbt växande Göteborg i nybyggda områden tillskapa lokaler för kyrklig verksamhet, och då hellre en enkel byggnad som kunde uppföras på kort tid, än att vänta en längre tid på en "riktig" kyrka. Vid denna tid fanns tillgång till militära provisoriska byggnader som blivit överflödiga efter andra världskriget, och byggnaden är sammansatt av två tidigare militärbaracker. Arkitekt Lennart Kvarnström ritade byggnaden, byggmästare var Dan Frändberg och konservator C.O. Svenson svarade för inredningen. 
Kyrkklockan kom till genom en insamling av gamla kopparkärl i "Guldhedens konfektyraffär". Söndagsskolan förlades till kyrkan, och den nyutnämnde kyrkoadjunkten i Annedalsförsamlingen, Per-Olof Sjögren, fick Guldheden till sitt speciella verksamhetsområde. Kyrkklockan tillverkades hos Bergholtz klockgjuteri i Stockholm. Den var 250 kg tung och göts i klockbrons, en legering där koppar är huvudbeståndsdelen. Klockan fick inskriptionen: Sänd ditt ljus och din sanning; Må det leda mig; Må det föra mig; Till ditt heliga berg; och dina boningar.
Kyrkan invigdes den 28 oktober 1951 av biskop Bo Giertz. Den användes därefter som Guldhedens småkyrka fram till Mikaelidagen 1966, då den nya Guldhedskyrkan togs i bruk. Kyrkan övertogs då av den estniskt ortodoxa församlingen som använde byggnaden 1966-2004. Numera (2018) inryms ett föräldrakooperativ i byggnaden.

## Inredning
Tre kronor i mässing av småländsk modell hängde i taket. På den ena kortväggen uppsattes ett krucifix, ritat av Eva Spångberg, som föreställde "Den segrande Kristus" med guldkrona och kungamantel. Altarets utsmyckning komponerades av Agda Österbergs ateljé i Varnhem. Altarduk och antependium färgsattes i de närmast kyrkliga färgerna blått, violett, rött och vitt. Mattan framför altaret komponerades av Lilly Larsson vid Änggårdens yrkesskolor och föreställde livets träd.
Ett votivskepp, en tremastad fullriggare, hängdes från taket. Det tillverkades av en sjöman på 1850-talet och skänktes till Sjöfartsmuseet, och lånades därefter ut till kyrkan "på långtid". Orgeln skänktes av kyrkoherdefru Laurell i Mölndal. Maken, pastor David Laurell, hade fått den som gåva av Kungsbacka och Hanhals församlingar. Klockstapeln strax nordväst om kyrkan ritades av arkitekt Sidney White.